# Gospodarstvo Belizea
Gospodarstvo Belizea uglavnom se oslanja na poljoprivredu, industriju i turizam.
Nastoji se unaprijediti agrarna baza i uvoditi nove tehnologije. U vezi turizma razvijen je turizam baziran na ronjenju kao glavnoj atrakciji. Šećer je najvažniji poljoprivredni proizvod te čini gotovo polovicu izvoza, dok je industrija banana najveći poslodavac u zemlji. Proizvodnja agruma također predstavlja važnu granu industriju. Oko 29% izvoza čine mineralna ulja, koja se dobivaju od nafte.
Vlast je pokrenula dobre monetarne i fiskalne poteze u rujnu 1998., što je dovelo do rasta BDP-a od 6,4% 1999. i 10,5% u 2000. godini. Rast je pao na 3% u 2001. godini, zbog globalnog ekonomskog usporavanja i zbog šteta u poljoprivredu, ribarstvu i turizmu izazvanih uraganima. 
Glavni cilj je smanjenje siromaštva uz pomoć međunarodnih donatora.
Danas, više državljana Belizea žive u inozemstvu (posebno u SAD-u ) nego u Belizeu, a vrlo značajan dio raspoloživog dohotka Belizea dolazi od doznaka emigranata.